# Cornelis Veltenaar
Cornelis Veltenaar (Maassluis, 12 april 1873 - aldaar, 23 juni 1953) was een Nederlandse predikant.

## Leven en werk
Veltenaar werd in 1873 te Maassluis geboren als zoon van de zalmvisser Jacob Veltenaar en van Adriana Prins. Na zijn gymnasiumopleiding in Zetten ging hij theologie studeren aan de Theologische Hogeschool van Kampen. Hij vervolgde zijn studie in Genève, waar hij in 1904 een licentiaat behaalde met een verhandeling over Théodore de Bèze en zijn relaties met Nederlandse theologen. Twee jaar daarvoor was hij al predikant geworden in Laar in het graafschap Bentheim. Hij was vervolgens van 1906 tot 1909 gereformeerd predikant in Emmer-Compascuum en daarna van 1909 tot 1918 van Suawoude. In deze periode legde hij in 1913 zijn doctoraalexamen af in Utrecht en promoveerde aldaar in 1915 op een proefschrift over het kerkelijk leven in Den Briel. Van 1918 tot 1921 was hij predikant te Veenendaal. In deze plaats werd hij geconfronteerd met het Jannegiesgeloof, waar hij onderzoek naar deed en verslag van uitbracht.
In 1921 verliet hij de gereformeerde kerk en werd hervormd predikant in Asperen. In 1925 legde hij zijn ambt van hervormd predikant neer en keerde terug naar de gereformeerde kerk. Na een korte periode in Den Haag te hebben gewoond nam hij in 1926 een beroep naar Tholen aan, waar hij tot 1940 predikant van de gereformeerde kerk was. In 1940 ging hij met emeritaat. Vlak voor zijn emeritaat, in april 1940, werd hij benoemd tot archivaris van de gemeente Tholen. Drie jaar later publiceerde hij een studie over de geschiedenis van Tholen.
Veltenaar was lid van het Historisch Genootschap van Utrecht en van het Zeeuwsch Genootschap der Wetenschappen. Hij trouwde op 24 april 1902 te Coevorden met Elisabeth Jonker, dochter van de schoenmaker Willem Jonker en van Johanna Zweers. Hij overleed in juni 1953 op 80-jarige leeftijd in zijn geboorteplaats Maassluis.